# Regensburg Royals
I Regensburg Royals sono una squadra di football americano di Ratisbona, in Germania; fondati nel 1986, hanno chiuso nel 1996 e sono stati rifondati nel 2016.

## Dettaglio stagioni

### Tornei nazionali

#### Campionato

##### Bundesliga
| Stagione | regular season | regular season | regular season | regular season | regular season | regular season | playoff | playoff | playoff | playoff | playoff | playoff          | playoff      |
|          | Vin            | Par            | Per            | Tot            | PF             | PS             | Vin     | Per     | Tot     | PF      | PS      | risultato        | avversaria   |
| -------- | -------------- | -------------- | -------------- | -------------- | -------------- | -------------- | ------- | ------- | ------- | ------- | ------- | ---------------- | ------------ |
| 1992     | 6              | 0              | 8              | 14             | 270            | 392            | 0       | 1       | 1       | 14      | 27      | Quarti di finale | Berlin Adler |
| 1993     | 6              | 1              | 7              | 14             | 296            | 273            | -       | -       | -       | -       | -       | -                | -            |
| 1994     | 7              | 0              | 7              | 14             | 312            | 255            | 0       | 1       | 1       | 22      | 42      | Quarti di finale | Berlin Adler |
| 1995     | 2              | 0              | 10             | 12             | 215            | 384            | -       | -       | -       | -       | -       | -                | -            |
| Totale   | 21             | 1              | 32             | 54             | 1093           | 1304           | 0       | 2       | 2       | 36      | 69      |                  |              |

Fonti: Enciclopedia del Football - A cura di Roberto Mezzetti

##### 2. Bundesliga
| Stagione | regular season | regular season | regular season | regular season | regular season | regular season | playoff | playoff | playoff | playoff | playoff | playoff   | playoff    |
|          | Vin            | Par            | Per            | Tot            | PF             | PS             | Vin     | Per     | Tot     | PF      | PS      | risultato | avversaria |
| -------- | -------------- | -------------- | -------------- | -------------- | -------------- | -------------- | ------- | ------- | ------- | ------- | ------- | --------- | ---------- |
| 1990     | 9+?            | 0+?            | 0+?            | 10             | 232+?          | 54+?           | -       | -       | -       | -       | -       | -         | -          |
| 1991     | 9              | 0              | 3              | 12             | 323            | 200            | -       | -       | -       | -       | -       | -         | -          |
| Totale   | 66+?           | 2+?            | 76+?           | 154            | 2421           | 3031           | 2       | 1       | 3       | 56      | 49      |           |            |

Fonti: Enciclopedia del Football - A cura di Roberto Mezzetti

##### Regionalliga/Verbandsliga
| Stagione | regular season | regular season | regular season | regular season | regular season | regular season | playoff | playoff | playoff | playoff | playoff | playoff      | playoff      |
|          | Vin            | Par            | Per            | Tot            | PF             | PS             | Vin     | Per     | Tot     | PF      | PS      | risultato    | avversaria   |
| -------- | -------------- | -------------- | -------------- | -------------- | -------------- | -------------- | ------- | ------- | ------- | ------- | ------- | ------------ | ------------ |
| 1987     | 6              | 0              | 0              | 6              | 302            | 38             | 2       | 2       | 4       | 136     | 89      | Non promossi | Erding Bulls |
| 1988     | 4              | 0              | 4              | 8              | 194            | 155            | -       | -       | -       | -       | -       | -            | -            |
| 1989     | 3              | 0              | 3              | 6              | 116            | 114            | -       | -       | -       | -       | -       | -            | -            |
| Totale   | 13             | 0              | 7              | 20             | 612            | 307            | 2       | 2       | 4       | 136     | 89      |              |              |

Fonti: Enciclopedia del Football - A cura di Roberto Mezzetti

##### Landesliga (quinto livello)
| Stagione | regular season | regular season | regular season | regular season | regular season | regular season | playoff | playoff | playoff | playoff | playoff | playoff   | playoff    |
|          | Vin            | Par            | Per            | Tot            | PF             | PS             | Vin     | Per     | Tot     | PF      | PS      | risultato | avversaria |
| -------- | -------------- | -------------- | -------------- | -------------- | -------------- | -------------- | ------- | ------- | ------- | ------- | ------- | --------- | ---------- |
| 2019     | 1              | 0              | 7              | 8              | 141            | 346            | -       | -       | -       | -       | -       | -         | -          |
| Totale   | 1              | 0              | 7              | 8              | 141            | 346            | -       | -       | -       | -       | -       |           |            |

Fonti: Enciclopedia del Football - A cura di Roberto Mezzetti

##### Aufbauliga (sesto livello)
| Stagione | regular season | regular season | regular season | regular season | regular season | regular season | playoff | playoff | playoff | playoff | playoff | playoff   | playoff    |
|          | Vin            | Par            | Per            | Tot            | PF             | PS             | Vin     | Per     | Tot     | PF      | PS      | risultato | avversaria |
| -------- | -------------- | -------------- | -------------- | -------------- | -------------- | -------------- | ------- | ------- | ------- | ------- | ------- | --------- | ---------- |
| 2017     | 2              | 0              | 10             | 12             | 182            | 330            | -       | -       | -       | -       | -       | -         | -          |
| 2018     | 6              | 0              | 4              | 10             | 236            | 152            | -       | -       | -       | -       | -       | -         | -          |
| Totale   | 8              | 0              | 14             | 22             | 418            | 482            | -       | -       | -       | -       | -       |           |            |

Fonti: Enciclopedia del Football - A cura di Roberto Mezzetti